# N.V. Nationale Borg-Maatschappij
N.V. Nationale Borg-Maatschappij (Nationale Borg) is een onafhankelijke verzekeringsmaatschappij actief in het verstrekken van garanties en borgtochten. De maatschappij heeft haar hoofdkantoor in Amsterdam en een nevenvestiging in Antwerpen. Dochterondernemingen zijn Nationale Waarborg, actief op het gebied van aankoopgaranties en gevestigd in Nieuwegein, en Nationale Borg Reinsurance N.V., gevestigd in Willemstad (Curaçao), en actief als herverzekeraar van garanties en van krediet- en politiek risicoverzekeringen. Sinds 2006 heeft Nationale Borg een A-rating (outlook stable) van kredietbeoordelaar Standard & Poor's.

## Geschiedenis
Nationale Borg werd in 1893 in Amsterdam opgericht. Het bedrijf stelde zich garant voor de eerlijkheid van ambtenaren in de uitoefening van hun ambt en jegens de Hollandsche IJzeren Spoorweg-Maatschappij voor de aanleg van nieuwe spoorwegen.
Nationale Borg nam in de loop van de jaren in omvang toe en verhuisde in 1923 naar de locatie aan de Keizersgracht. Na de Tweede Wereldoorlog ging Nationale Borg ook optreden als herverzekeraar, een activiteit die een steeds groter deel van het totaal ging uitmaken.
Vanaf de oprichting was Nationale Borg genoteerd aan de Amsterdamse effectenbeurs en in de loop der jaren kwam een aanzienlijk deel van de aandelen in handen van de Nederlandse banken en verzekeraars. In 1991 werd het bedrijf overgenomen door Nationale-Nederlanden, waardoor het kort daarop onderdeel ging uitmaken van ING Groep.
In 2000 is een vestiging geopend in Antwerpen (België).
In 2007 werd het bedrijf weer zelfstandig, toen ING Groep de aandelen verkocht aan twee investeringsmaatschappijen, HAL Investments en Egeria. In 2011 is een formele scheiding tussen de garantie- en herverzekeringsactiviteiten doorgevoerd door de overdracht van alle herverzekeringszaken aan dochteronderneming Nationale Borg Reinsurance N.V. in Willemstad (Curaçao).
Nationale Borg is lid van ICISA (International Credit Insurance & Surety Association) en via Nationale Borg Re ook van PASA (the Panamerican Surety Association), SFAA (Surety and Fidelity Association of America), SAC (Surety Association of Canada), Alasece (Asociación Latinoamericana de Seguros de Crédito) en Aman Union.

## Panel van Herverzekeraars
De soliditeit van Nationale Borg wordt geborgd door voldoende eigen vermogen en door de samenwerking met een panel van 16 herverzekeraars. Risico’s worden gedeeld met de herverzekeraars. 14 van de 16 herverzekeraars hebben een A-rating of hoger bij Standard & Poor's.

## Nationale Borg Reinsurance
Nationale Borg is sinds 1946 ook zelf actief als herverzekeraar, zowel op contractbasis als facultatief van verzekeraars wereldwijd, via haar dochter Nationale Borg Reinsurance N.V.. Deze dochter, gevestigd in Willemstad (Curaçao), houdt zich anders dan haar moedermaatschappij Nationale Borg niet alleen bezig met garantiezaken, maar ook met krediet- en politiek risicoverzekeringen. Nationale Borg Reinsurance zorgde in 2012 voor 70% van de omzet van de Nationale Borg groep.

## Aandeelhouders
In augustus 2015 kwamen de aandeelhouders HAL Investments en Egeria overeen elk hun belang van 46,7% in Nationale Borg aan het Amerikaanse bedrijf AmTrust Financial Sevices te verkopen. Zij krijgen in totaal 154 miljoen euro voor de aandelen. Het management tekende ook de overeenkomst, waarmee AmTrust 100% van de aandelen Nationale Borg in handen krijgt. Op 31 mei 2016 werd de verkoop afgerond.

## Resultaten
| Jaar | Premie inkomsten | Resultaat na belastingen | Balanstotaal | Eigen Vermogen |
| ---- | ---------------- | ------------------------ | ------------ | -------------- |
| 2008 | 62,4             | 0,3                      | 191,9        | 78,0           |
| 2009 | 73,6             | 7,6                      | 194,2        | 82,4           |
| 2010 | 79,9             | 19,9                     | 201,1        | 81,3           |
| 2011 | 88,4             | 8,0                      | 205,3        | 81,1           |
| 2012 | 91,8             | 10,0                     | 204,8        | 83,4           |
| 2013 | 93,5             | 8,8                      | 197,5        | 85,2           |
| 2014 | 89,9             | 16,3                     | 209,7        | 95,4           |
| 2015 | 92,7             | 16,3                     | 242,1        | 111,7          |

## Ondernemingen
- Nationale Borg
- Nationale Borg Reinsurance
- Nationale Waarborg

Leden:
American International Group · Allianz Trade · Atradius · Aviva · AXA · 
Chubb · Coface · Credendo · Green Stars · Groupama · Münchener Rück · Ping An Insurance · 
Swiss Re · Travelers · Zurich Insurance Group
Oud-leden:
N.V. Nationale Borg-Maatschappij